# Avocettula recurvirostris
Il colibrì beccoricurvo o avocettina codaflammea (Avocettula recurvirostris (Swainson, 1822)) è un uccello della famiglia Trochilidae, diffuso in Sud America. È l'unica specie nota del genere Avocettula Reichenbach, 1849.

## Descrizione
È un colibrì di piccola taglia, lungo 8–10 cm, con un peso di circa 4 g. Il maschio ha un becco nero dall'estremità ricurva verso l'alto. Il piumaggio e verde e nero con riflessi metallici. La coda è di colore rosso.

## Biologia
ha una dieta prevalentemente nettarivora, che integra occasionalmente con piccoli insettinectar at the periphery of flowering.

## Distribuzione e habitat
La specie è diffusa in Ecuador, Venezuela, Guyana, Suriname, Guyana francese e Brasile.